# Boris Wadimowitsch Repnin
Boris Wadimowitsch Repnin (russisch Борис Вадимович Репнин, wiss. Transliteration Boris Vadimovič Repnin; * 30. August 1962) ist ein ehemaliger sowjetischer Eisschnellläufer.

## Werdegang
Repnin, der für den ZSKA Moskau startete, wurde im Jahr 1988 sowjetischer Meister im Sprint-Mehrkampf und kam im Jahr 1985 bei sowjetischen Mehrkampf-Meisterschaften auf den zweiten Platz im Sprint-Mehrkampf. International trat er erstmals in der Saison 1985/86 in Erscheinung. Dabei lief er in Berlin erstmals im Eisschnelllauf-Weltcup und kam dort jeweils auf den zweiten Platz über 500 m sowie 1000 m. Zudem  errang er bei der Sprintweltmeisterschaft 1986 in Karuizawa den 31. Platz. In der Saison 1987/88 lief er in Heerenveen über 500 m auf den dritten Platz und holte über 1000 m seinen einzigen Weltcupsieg. Bei der Sprintweltmeisterschaft 1988 in West Allis belegte er den 27. Platz im Sprint-Mehrkampf und bei seiner einzigen Teilnahme an Olympischen Winterspielen im Februar 1988 in Calgary den 12. Platz über 1000 m. Nach seinen Karrienende 1990/91 nahm er ab 2005 an Masters-Wettbewerben teil und gewann bei Weltmeisterschaften dreimal die Bronzemedaille sowie einmal die Silbermedaille sowie Goldmedaille im Sprint-Mehrkampf.

## Erfolge

### Olympische Spiele
- 1988 Calgary: 12. Platz 1000 m

### Sprint-Weltmeisterschaften
- 1986 Karuizawa: 31. Platz Sprint-Mehrkampf
- 1988 West Allis: 27. Platz Sprint-Mehrkampf

### Weltcupsiege
| Nr. | Datum             | Ort        | Disziplin |
| --- | ----------------- | ---------- | --------- |
| 1.  | 22. November 1987 | Heerenveen | 1000 m    |

## Persönliche Bestleistungen
| Disziplin | Zeit         | Datum             | Ort     |
| --------- | ------------ | ----------------- | ------- |
| 500 m     | 36,78 s      | 26. Dezember 1988 | Almaty  |
| 1000 m    | 1:13,28 min  | 25. März 1988     | Almaty  |
| 1500 m    | 1:55,00 min  | 30. März 1985     | Almaty  |
| 3000 m    | 4:15,89 min  | 29. März 2015     | Kolomna |
| 5000 m    | 7:28,07 min  | 2. April 2010     | Kolomna |
| 10.000 m  | 15:40,79 min | 3. April 2010     | Kolomna |